# Stiftung Braunschweigischer Kulturbesitz

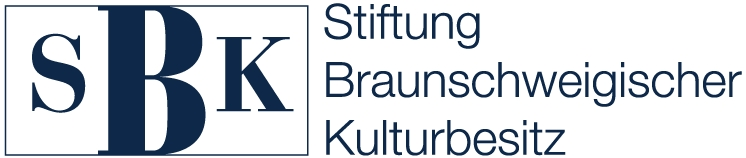
Stiftungslogo

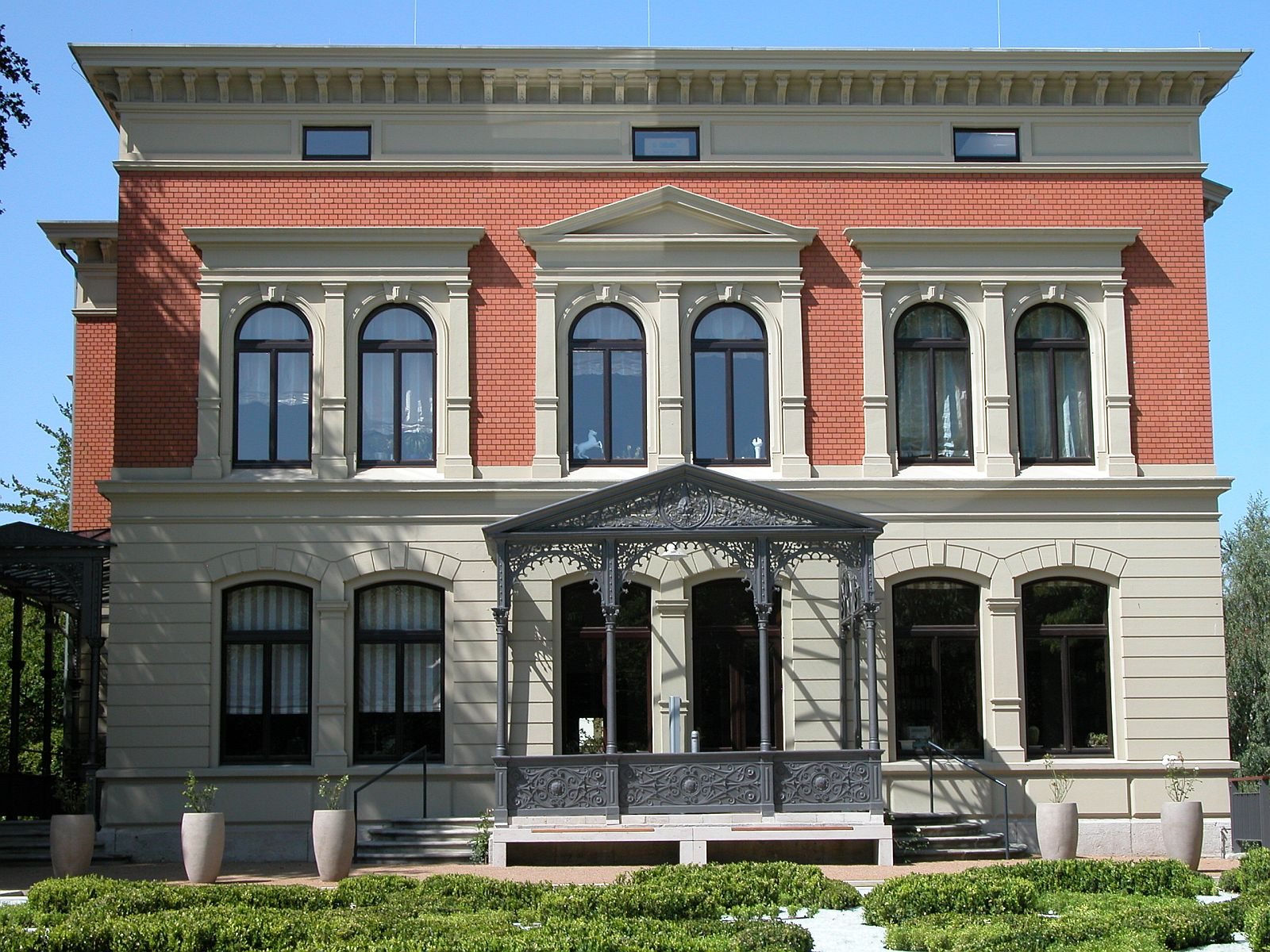
Sitz der Stiftung Braunschweigischer Kulturbesitz: Die Gerloffsche Villa (Haus der Braunschweigischen Stiftungen) am Löwenwall

Die Stiftung Braunschweigischer Kulturbesitz (SBK) wurde durch Gesetz über die Stiftung Braunschweigischer Kulturbesitz vom 16. Dezember 2004 mit Wirkung zum 1. Januar 2005 als Stiftung öffentlichen Rechts mit Sitz in Braunschweig gegründet.

## Entstehungsgeschichte
Nach der Auflösung der Bezirksregierung Braunschweig zum 31. Dezember 2004, die bis zu diesem Zeitpunkt die Vermögen des Braunschweigischen Vereinigten Kloster- und Studienfonds (1569 gegründet) sowie der Braunschweig-Stiftung (1934 gegründet) verwaltet hatte, entstand die Notwendigkeit, eine Institution ins Leben zu rufen, die für die Kontinuität kultureller und historischer Identität der Region Braunschweig zuständig sein würde. Dies geschah mit der Gründung der SBK, unter deren Dach sich die beiden anderen Stiftungen vereinen.

## Stiftungszweck
Stiftungszweck ist vorrangig die Förderung und Bewahrung kultureller und historischer Traditionen des Braunschweiger Landes sowie des ehemaligen Landes Braunschweig. Aus dem Stiftungsvermögen werden neben kirchlichen, kulturellen und sozialen Projekten auch das Braunschweigische Landesmuseum, das Staatstheater Braunschweig sowie die Technische Universität Braunschweig unterstützt. Für das Land Niedersachsen nimmt die SBK die Organisation regionaler Kulturförderung wahr.

## Stiftungsvermögen
Das Stiftungsvermögen beläuft sich auf über 275 Millionen Euro und besteht größtenteils aus Baugrundstücken, Liegenschaften, Immobilien und Finanzeinlagen. Zu den Liegenschaften gehören u. a. Kulturgüter wie der Kaiserdom in Königslutter, eine Vielzahl von Klöstern und Kirchen, mehr als 20 Stiftungs- und Klostergüter mit etwa 7.500 Hektar Ackerflächen sowie 5.500 Hektar Forstflächen und mehr als 3.000 Erbbaurechte. Aus den jährlichen Erträgen von ca. zwei Millionen Euro werden Projekte gefördert.
Die Stadt Braunschweig plant, einen Teil des städtischen Immobilien- und Grundstückbestandes in Riddagshausen auf die SBK zu übertragen. Dazu gehören u. a. die Klosterkirche, die Gaststätte Grüner Jäger sowie der ehemalige Reichsjägerhof „Hermann Göring“. Einen Teil dieser Grundstücke wird die SBK an die Evangelische Stiftung Neuerkerode verpachten.

## Kritik
Im Juni 2017 kritisierte der Niedersächsische Landesrechnungshof in seinem Jahresbericht „unangemessen hohe Ausgaben“ der Stiftung, ihres Präsidenten und ihres Direktors bei ihren Repräsentations- und Bewirtungskosten, Dienstreisen ins europäische Ausland sowie unangemessen große Dienstwagen. Die Ausgaben für die Verwaltung stiegen binnen zehn Jahren von 150.000 € jährlich auf 930.000 €.